# Mest (Band)
Mest ist eine Punkband, welche von den Cousins Tony und Matt Lovato 1996 zusammen mit Tonys Bruder Steve in Chicago gegründet wurde.

## Geschichte
Mit sieben Jahren fingen sie bereits an mit den Instrumenten von Tonys Vater zu spielen. Als sie später in der Highschool Nick Gigler trafen, war MEST vollständig. 1997 trennte sich die Band wegen kreativer Differenzen von Steve Lovato und spielte als Trio weiter bis 1999 Jeremiah Rangel als neuer Gitarrist engagiert wurde. Als eine ihrer wichtigsten Veröffentlichungen kann man das Album Destination Unknown von 2001 bezeichnen. Ein Jahr später spielte die Band mit Goldfinger am 20. Juli 2002 in Las Vegas.
2006 löste sich die Band auf. 2018 rief Tony Lovato die Gruppe mit neuen Mitgliedern wieder ins Leben.

## Diskografie
- 1998: Mo' Money, Mo' 40'z (Selbstveröffentlichung)
- 2000: Wasting Time (Maverick Records)
- 2001: Destination Unknown (Maverick Records)
- 2003: Mest (Maverick Records)
- 2003: The Show Must Go Off (DVD)
- 2005: Photographs (Maverick Records)
- 2013: Not What You Expected (Daiki Sound)
- 2014: Broken Down (selbstveröffentlicht)
- 2017: Broken Down 2 (selbstveröffentlicht)
- 2020: Masquerade (Cyber Trax Records)
- 2024: Youth (SBÄM Records)